# Stellar Blade
Stellar Blade is een computerspel dat is ontwikkeld door de Koreaanse spelstudio Shift Up en uitgegeven door Sony Interactive voor de PlayStation 5. Het actierollenspel is uitgekomen op 26 april 2024.

## Plot
De oorlog tegen de Naytiba, een buitenaards leger dat de aarde heeft ingenomen, lijkt verloren en de mensheid is gedwongen zich terug te trekken. Hoofdpersoon Eve en haar leger worden ingezet om tegen de Naytiba te vechten.
Ondertussen ontmoet Eve een overlevende genaamd Adam, die haar naar Xion brengt, de laatste overgebleven stad op aarde. Met de inwoners van Xion weet Eve een opstand te leiden tegen de Naytiba, met als doel om de aarde weer terug te winnen.

## Gameplay
Stellar Blade wordt gespeeld vanuit een derde-persoonsperspectief en draait om gevechten met vijanden. Het doel is om de aanvallen te ontwijken en op het juiste moment een tegenaanval uit te voeren. Wanneer dit lukt wordt een Beta-meter aangevuld, en deze kan worden gebruikt voor nog sterkere tegenaanvallen.
Naast het verkennen van de open wereld kan Eve ook verschillende zijmissies uitvoeren. Ook zijn er kampen op diverse plekken in de wereld die dienen als bewaarpunt van het spel. Een spel opslaan betekent echter dat alle vijanden in de omgeving weer zullen terugkeren.

## Ontwikkeling
Regisseur Kim Hyung-tae maakte vooraf duidelijk dat het spel geen omstreden microtransacties zou krijgen. Hij noemde als uitzondering wel de mogelijkheid voor betaalde kostuums van derde partijen. De regisseur liet ook vallen dat het spel gratis updates zal gaan krijgen.

## IGN
Een journalist van de Franse tak van IGN schreef een negatief artikel over de uitbeelding van hoofdpersonage Eve. Zo werd de protagonist onder meer een "geseksualiseerde pop ontworpen door iemand die nog nooit een vrouw heeft gezien" genoemd.
Het artikel werd onderwerp van hevige kritiek en werd onprofessioneel en bevooroordeeld genoemd, omdat Eve op een bestaand Koreaans model is gebaseerd. De oorspronkelijke tekst in het artikel werd aangepast en IGN gaf aan dat er vertaalfouten door het gebruik van Google Translate zouden zijn ontstaan. Dit leidde tot nog meer kritiek en verontwaardiging.
Op 3 april 2024 publiceerde het hoofdkantoor van IGN een officiële excuusbrief aan regisseur Kim en spelstudio Shift Up voor de ontstane situatie.